# ザ・ラストシップ
『ザ・ラストシップ』（原題：The Last Ship）は、ウィリアム・ブリンクリーによる1988年の同名の小説を原作としたアメリカ合衆国TNTのテレビドラマである。

## 概要
突如発生した新型ウイルスの蔓延によって荒廃した世界において、その難を逃れた1隻のアメリカ海軍駆逐艦の乗員たちと彼らに協力するウイルス学者たちが世界を救うために戦う。物語が進むにつれ、乗員たちは人口が急減した世界で権力を握ろうとするさまざまな敵と戦うようになる。
製作総指揮にマイケル・ベイを迎え、ターナー・ネットワーク・テレビジョンが企画制作を行っており、アメリカ合衆国で2014年のケーブルテレビ局における新作ドラマ視聴率のNo.1を獲得している。
アメリカ海軍の全面協力を得たうえ、実際のアーレイ・バーク級駆逐艦「ハルゼー」などが撮影に使用されている。対艦戦などの戦闘シーンについては3DCGや爆発の映像合成などが多用されており、敵艦の外観については3DCGによる制作である。
アメリカでは2014年6月22日に第1話が放送され、2015年6月21日にはシーズン2が、シーズン3は2016年6月19日から、シーズン4は2017年8月20日から、最終シーズン5は2018年9月9日から放送され、同年11月11日に最終回が放送された。
2017年5月にはエリック・デインがうつ病の治療を受けるため、撮影がしばらく休止された。
日本ではBSフジにて2015年10月12日からシーズン1の放送が、シーズン2の放送が2016年4月18日から開始された。2017年6月6日からはAXNでシーズン1とシーズン2が連続して放送され、2019年8月26日からはシーズン3が放送されている。ワーナー ブラザース ジャパンから全シーズンのDVDとBDが発売され、さまざまな配信サービスにおいて、全シーズンが配信されている。

## あらすじ

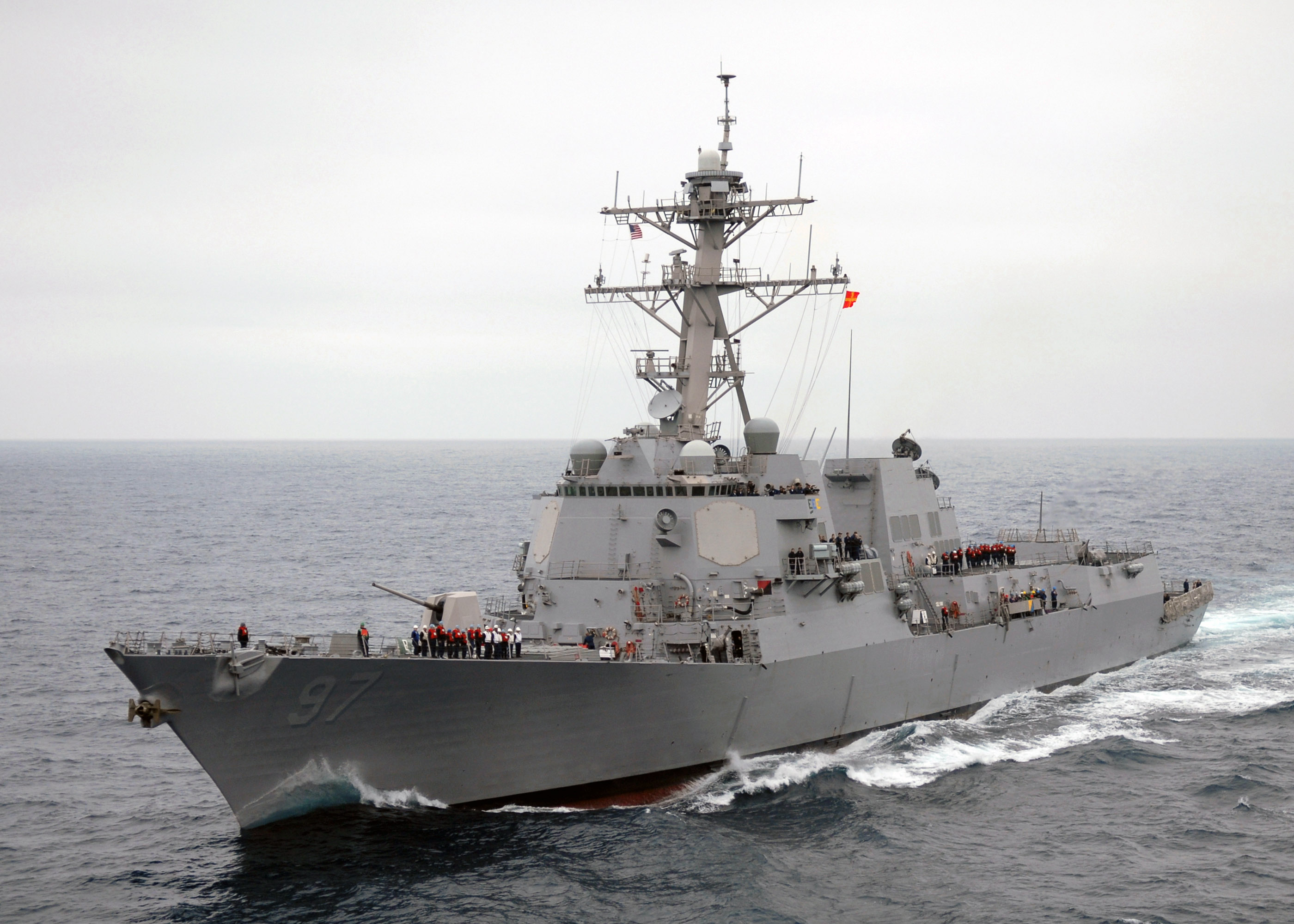
作中で主人公たちが搭乗している『ネイサン・ジェームズ』の同型艦である、アーレイ・バーク級ミサイル駆逐艦。

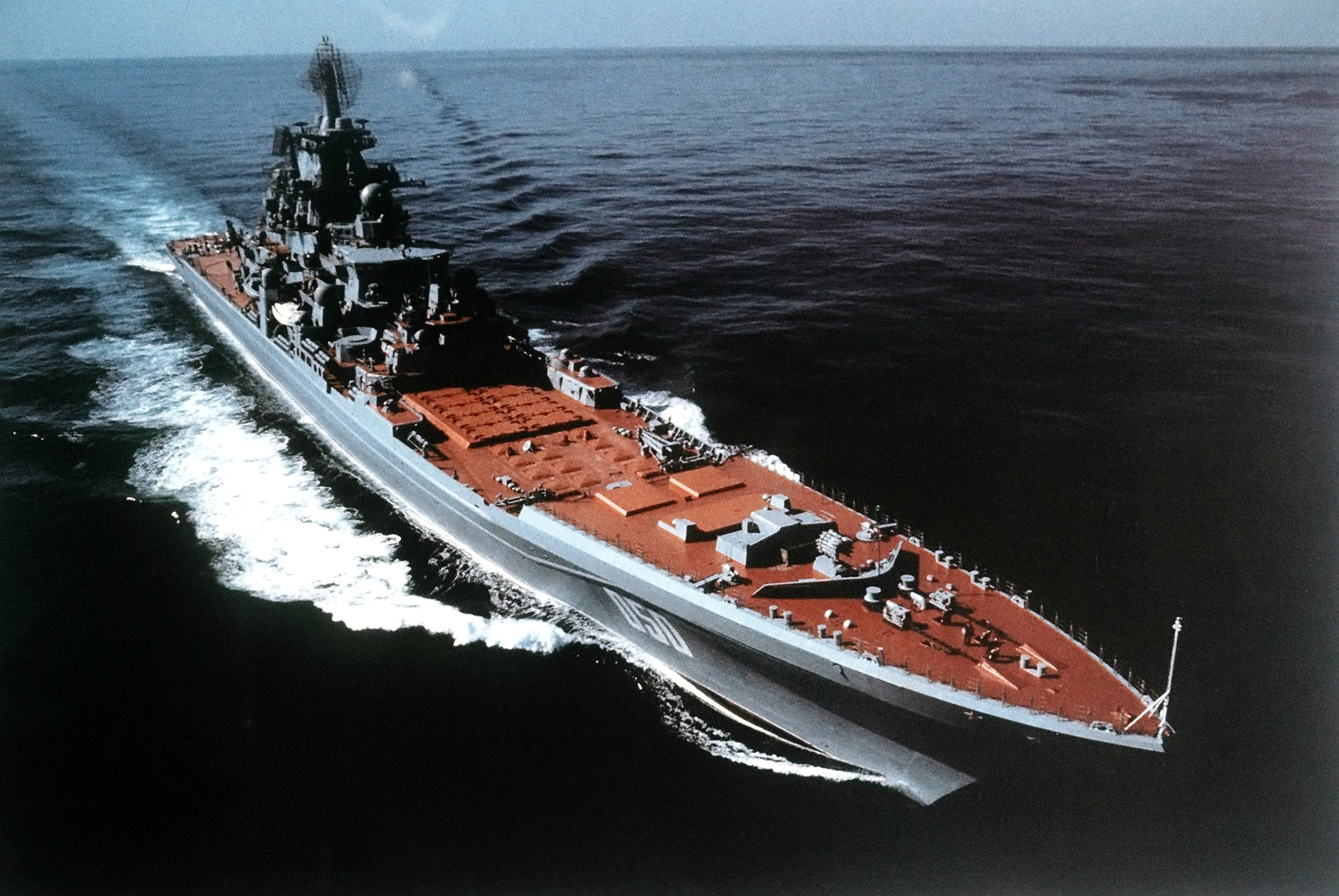
シーズン1で、主人公たちと敵対するルスコフ提督が指揮するロシア艦、キーロフ級ミサイル巡洋艦。

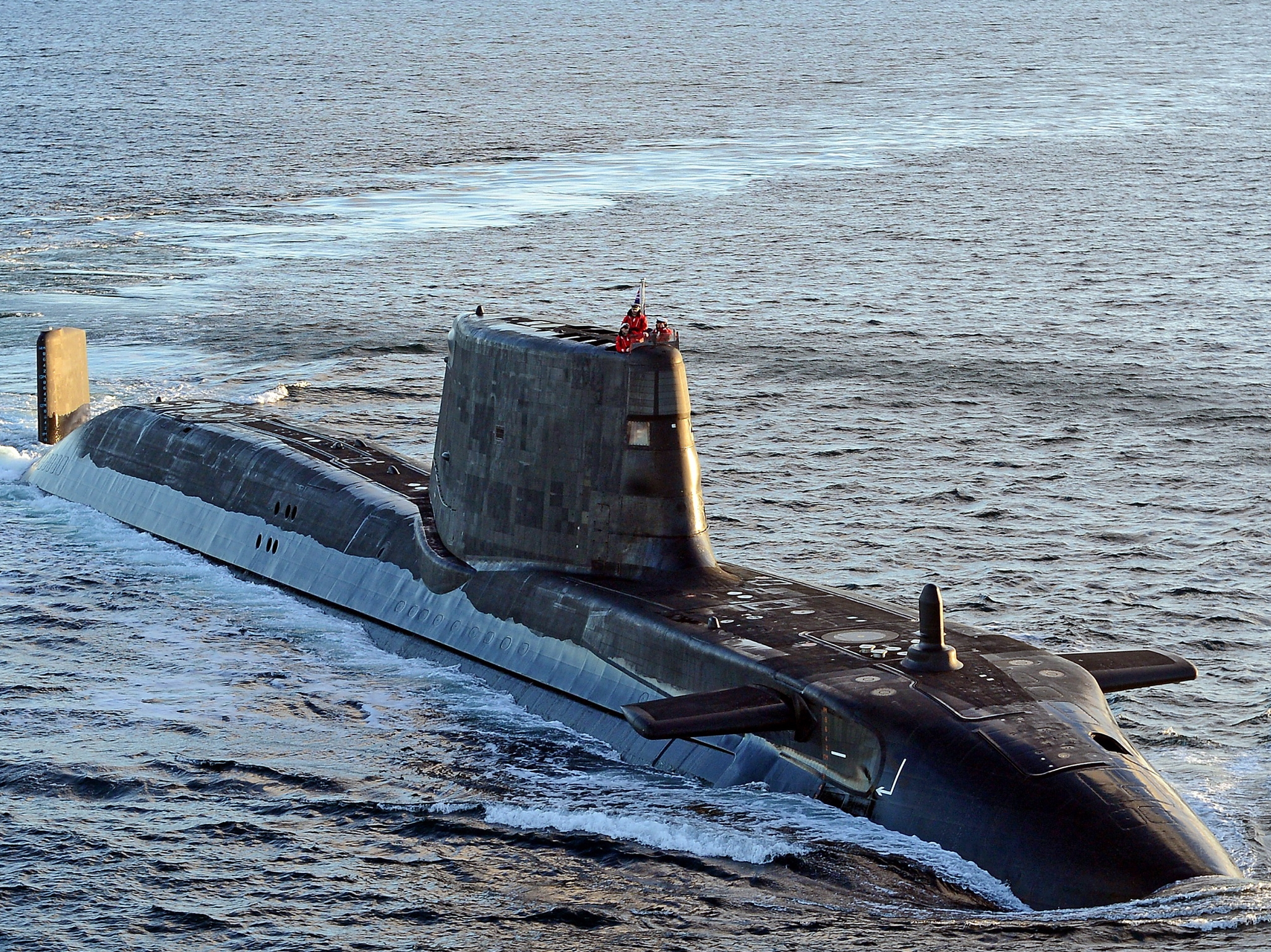
シーズン2で、主人公たちと敵対するショーン・ラムジーが指揮する、イギリス海軍のアスチュート級原子力潜水艦。

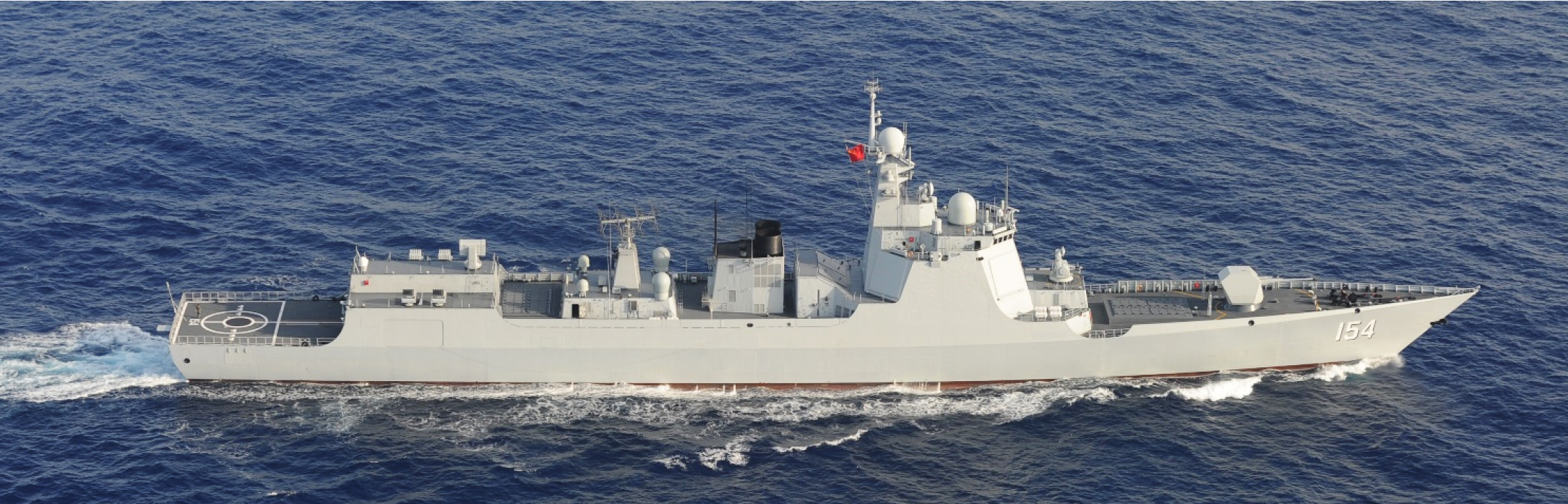
シーズン3で、主人公たちと敵対する中国国家主席ポン・ウーが率いる、中国海軍のミサイル駆逐艦 昆明級駆逐艦。

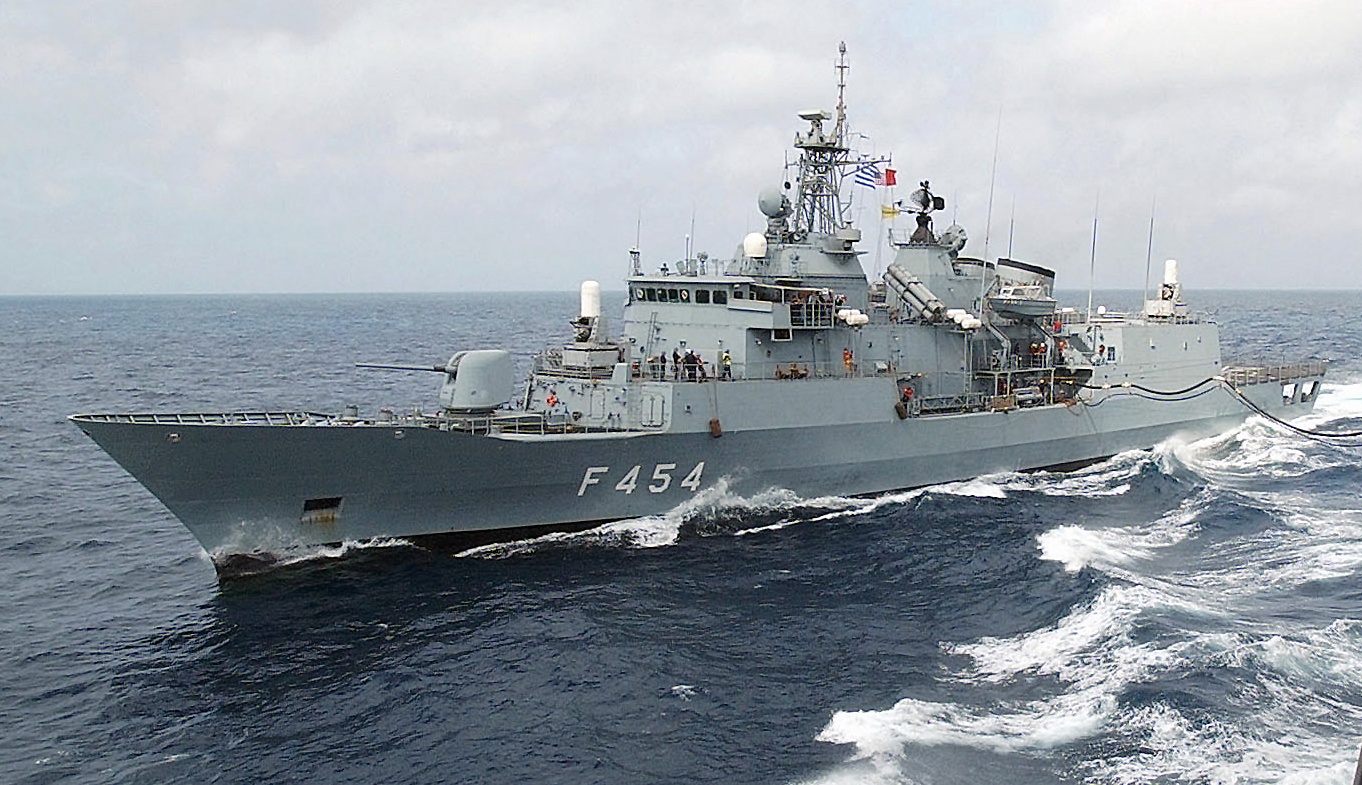
シーズン4にて、主人公たちと敵対するギリシャ海軍所属の架空艦「トリトン」「プロテウス」「ネレウス」「デメテル」のモデルとなった、イドラ級フリゲート。

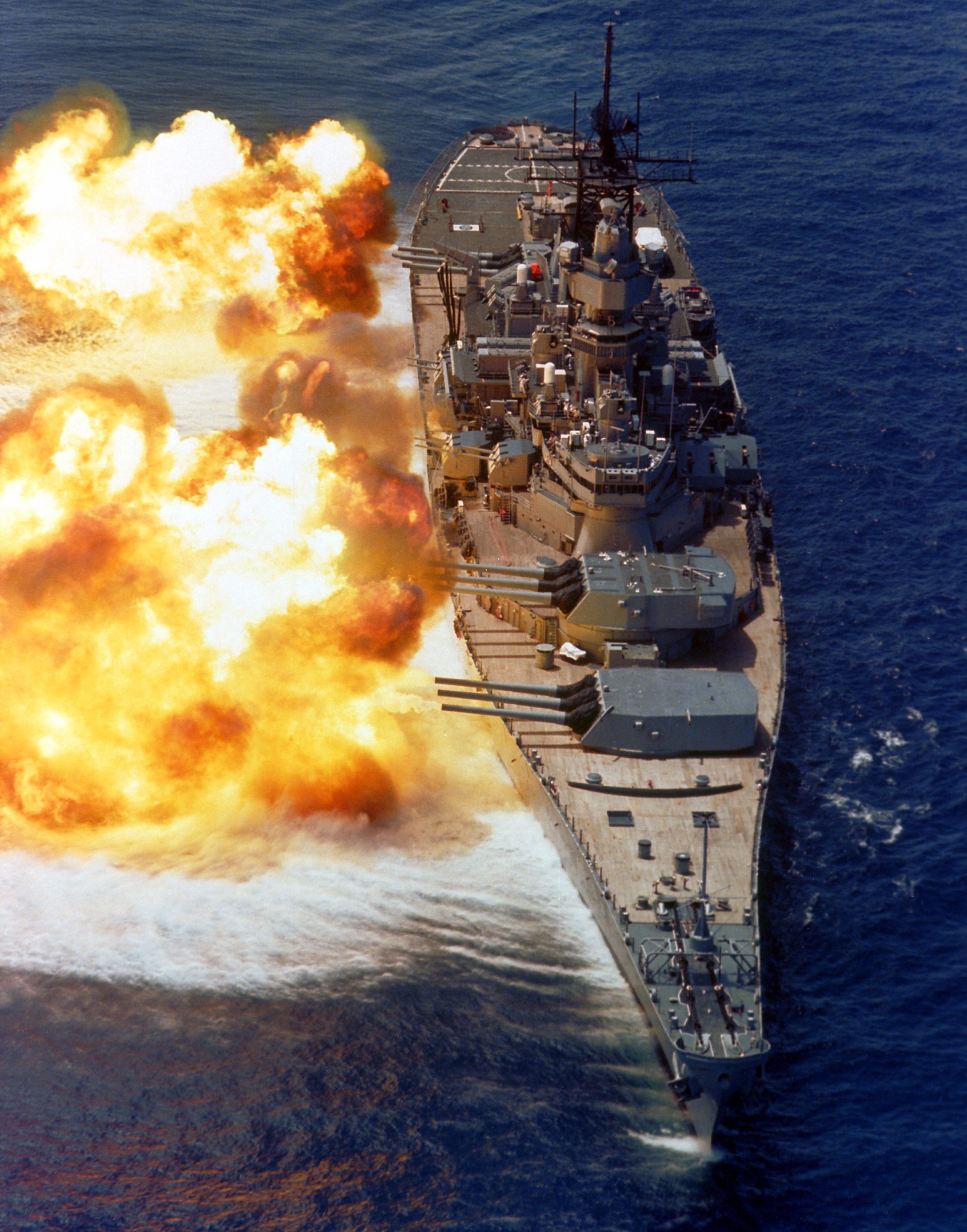
シーズン5にて、主人公たちと敵対するアイオワ級戦艦。激しい戦闘の末、「ネイサン・ジェームズ」に突撃され共に沈んだ。

### シーズン1
トム・チャンドラー中佐が艦長を務める、アメリカ海軍のアーレイ・バーク級駆逐艦「ネイサン・ジェームズ」は北極海で無線封止の中、4か月にわたり極秘の武器評価試験を行う。だが予定終了後、同行したCDCのレイチェル・スコット博士はまだやり残したことがあると主張し、本国からも任務の延長が言い渡される。
しかし、数日後に「ネイサン・ジェームズ」はロシア軍と思われる戦闘員から突然の攻撃を受ける。そのことをきっかけにチャンドラー艦長はスコット博士を問い詰め、この4か月間に世界は致死率100%に近い新型ウイルスの蔓延によって荒廃しており、スコット博士の目的はその始原株を手に入れてワクチンを開発することだったという事実を知る。
世界の危機について何も知らされていなかった乗員たちは、ただちに帰国して家族の無事を確認することを望んだが、疫病が蔓延し無政府状態の本国でのワクチン開発は不可能と考え、隔離された艦内でのワクチン開発を決意する。
その後も「ネイサン・ジェームズ」は、スコット博士とワクチン研究データを奪おうとする元ロシア海軍北洋艦隊司令官・ルスコフ提督率いるロシア艦に襲われることになる。さらに、検体収集および補給のために上陸すると生き残りのギャングに襲われるなど、さまざまな困難に直面する。
やがて、感染者であふれかえった漁船「オクトパス号」に乗っていた少女ベアトリスが、自然免疫があったおかげで生き延びていることが判明し、彼女を救出したことでワクチン開発に成功する。だが、艦長のチャンドラーとテックスが、ロシア艦に捕虜にされてしまった事から、スコット博士との人質交換と見せかけた強襲作戦により、ロシア艦を爆破する。
その後、ワクチンの実証実験が始まり、乗務員の中から複数人が選抜される。帰国した乗員たちは、残した家族の運命と変わり果てた母国に直面することとなる。

### シーズン2
「ネイサン・ジェームズ」はボルティモアに帰港するが、生き残りを率いて抑圧的な共同体を築いていた元政府高官であるグランダーソン中尉の母親に、一時船を奪われる。乗員たちはレジスタンスと協力して、艦を取り戻す。チャンドラー艦長は妻の死を知り、退役して子供たちと暮らそうと考えるが、翻意して再び「ネイサン・ジェームズ」に戻り、世界中にワクチンを届ける任務に就く。
一方、発病しなかったゆえに「神に選ばれた」と信じる英海軍潜水艦乗りのショーン・ラムジー率いる自然免疫保持者のグループは世界支配を狙い、生存する最高位の閣僚のミッチェナーを大統領に擁立して生存者を組織化する。各地でのワクチン製造を妨害するため原潜のミサイルで爆破し、ウイルス拡散の元凶であるニルスを使って感染を広めて、「ネイサン・ジェームズ」と対立する。
チャンドラーら乗組員はミッチェナーを奪還して艦に迎え、洗脳を解く。スコット博士はニルスを殺害し、その生体サンプルからワクチンの新たな拡散法を開発する。自然免疫保持者グループは「軍がウイルスを開発した」との嘘を独自通信網「ワルキューレ」で広めて市民を扇動しようとする。それに対抗するべく「ネイサン・ジェームズ」は、その開発者であるヴァレリーの協力を得て、大統領の声を国民に届ける。
「ネイサン・ジェームズ」はラムジーの乗る潜水艦を戦闘で沈め、ミシシッピー川を上りながらワクチンを広めていくが、ミッチェナーが首都に定めたセントルイスでスコット博士が暗殺される。

### シーズン3
ミッチェナー大統領はアメリカを分割して統治する5人の地域権力者たちと協力し、配給制を敷いて物資不足に対峙する。だが、首席補佐官のアリソン・ショーは地域権力者たちと密かに結び、国民の不満を煽り立てた上でミッチェナーを暗殺してしまう。さらに、後継のオリバー大統領を脅迫して連邦の解体を進めようとする。
中国主席のポンは、ワクチンのアジアにおける分配を託されるが、アジア利権のため各国への供給を制限したばかりか、密かにワクチンを無効化して日本を壊滅させる。元海上自衛隊艦長のタケハヤはそれをアメリカの仕業と思い込んで復讐を誓い、海賊となって「ネイサン・ジェームズ」艦長となったスラッタリーら乗員を襲撃して誘拐する。
ワクチン無効化を調査していたアメリカ海軍作戦本部長チャンドラーが乗員を救出して「ネイサン・ジェームズ」に戻り、タケハヤの誤解を解いたのちに、協力してポン率いる中国海軍と戦う。ショーの陰謀により中国海軍の攻撃に曝され、さらには解任され逮捕命令まで出されるが、ポンを殺しアジアでのワクチン無効化を止め、「ネイサン・ジェームズ」は密かにアメリカに戻る。
「ネイサン・ジェームズ」乗員は上陸部隊を編成してオリバー大統領を確保して地域権力者たちを捕え、その下の軍も恭順する。ショーはチャンドラーの父を殺し、子供たちを誘拐して最後の抵抗を試みるが、テックスに阻止される。しかしテックスは銃撃により死亡し、自らを省みないショーに怒ったチャンドラーはショーを射殺して軍を去る。

### シーズン4
シーズン4は地中海を舞台とする。16か月後、変異したウイルスはあらゆる食用植物を死滅させて人類は食料危機に陥る。唯一ウイルスに耐性のある食用植物である『アブラヤシの種』を求め、ネイサン・ジェームズ、アルジェリアのテロリストのグループ、そしてギリシャに住む狂気のアメリカ人天才生物学者ヴェレク博士のグループ及びそれと結ぶギリシャ海軍、そしてアメリカを不信の目で見るイギリスの情報機関が争う。
チャンドラーは子供たちとともにギリシャに隠れ住んでいたが、友人を殺されたチャンドラーはヴェレク博士の息子のギャング集団に潜入し、そこでサルディーニャ島で種を探すネイサン・ジェームズの上陸隊に出会う。スラッタリーは怪我を負い、チャンドラーは世界の危機に対処するために軍務に復帰して、再びネイサン・ジェームズに乗り込む。
国民の食糧を確保しようとするイギリスはヴェレク博士と組み、情報機関員フレッチャーがネイサン・ジェームズから種子を盗む。かつて長男を暴漢に殺されたヴェレク博士は、ウイルス耐性を食用植物に移植することに成功し、同時に『人間を従順にする麻薬成分』を仕込んで世界中の人類から攻撃性を除去しようとする。ネイサン・ジェームズはヴェレク博士の子供たち、そしてギリシャ海軍と戦い、種子を取り戻す。

### シーズン5
シーズン5はフロリダと中米を舞台とする。シーズン4の3年後、食糧問題は解決しアメリカ海軍は艦隊を再建しスラッタリーが指揮する。チャンドラーは提督として士官学校の教官となっていた。『ネイサン・ジェームズ』の艦長は、中佐に昇進したカーラが務めていた。
そんなある日、コンピューターウイルスによりフロリダの海軍基地および全艦船のシステムがダウンし、そこをコロンビア空軍が奇襲してネイサン・ジェームズ以外の全艦を破壊する。アメリカを憎み、拡大した大コロンビアを目指す指導者のグスタボは次々と周辺国を併合して北上する。任務に復帰したチャンドラーは、メキシコおよびキューバと連合してグスタボの軍の阻止を図るが、キューバ内の親グスタボ勢力が政権を握って裏切り、戦況は北回帰線をはさんで膠着する。
チャンドラーの指揮のもと、アメリカ軍はレジスタンスと共同してキューバの親グスタボ政権を倒す。そのころグスタボの兵がフロリダの基地に潜入して、一時は大統領らを人質にし基地司令官のメイランを殺すが、鎮圧される。アメリカ軍はコロンビアに上陸し、グスタボを倒す。ネイサン・ジェームズは敵戦艦に攻撃されて大破するが、チャンドラーが一人残って敵艦に体当たりし、この戦争は終結を迎える。

## 登場人物

### メイン
トム・チャンドラー (Tom Chandler)
演 - エリック・デイン、日本語吹替 - 神尾佑
当初は中佐で「ネイサン・ジェームズ」艦長。本作の主人公。妻・娘・息子をノーフォーク海軍基地に残し任務に出発。軍隊の機能や命令系統が失われた中でも、アメリカ海軍軍人としての誇りと使命を失わず、様々な困難に直面し厳しい決断を迫られながらも、部下たちを纏め上げ彼らと共に世界を救う戦いに挑む。艦長でありながら高い白兵戦の戦闘能力を持ち、そのため後方で指揮を執るだけでなく、自らも最前線に立って隊員たちと共に敵と戦闘を行うことも多々ある。
シーズン2では、アメリカに治療法をもたらしてボルティモアでの圧政と妨害を打ち砕く。妻が亡くなったことから、一時は子供たちのために海軍をやめることを考えるが、娘と父親からの説得、そして仲間たちへの思いから、軍に留まることを決意する。免疫保持者グループによる治療法の妨害と戦い勝利する。シーズン2最終話にて、大佐に昇進し、ミッチェナーからアメリカ海軍作戦部長に任命される。
シーズン3では、アジアで治療法の効かない問題を解決するためにミッチェナーの指示で外交に尽力していたが、タケハヤ一味にスラッタリーらが拉致された為、「ネイサン・ジェームズ」の艦長代理として再び艦に乗り込む。アジアで治療法を無力化していた中国主席のポン、およびアメリカ分割をもくろむ地域権力者たちと戦う。
シーズン4では、子供たちとギリシャに隠れ住んでいたが、世界的な食用植物の死滅という新たな危機に対処するために再び軍務に復帰し、ネイサン・ジェームズに戻る。耐性のある種子を手に入れるため、ギリシャ海軍や狂気の科学者一家らと戦う。
シーズン5では提督(海軍大将)となりアナポリス海軍士官学校で教鞭をとる。
レイチェル・スコット博士 (Rachel Scott)
演 - ローナ・ミトラ、日本語吹替 - 藤本喜久子
古代ウイルス学者。「ネイサン・ジェームズ」に同乗して北極に向かい、現在蔓延しているウイルスの始原株を手に入れる。その後、様々な困難に直面しながらも、チャンドラーたちの助けもあってウイルスのワクチンを完成させ、彼らとは強い信頼関係で結ばれるようになる。
シーズン2では、ウイルス拡散の原因でもあり肺の免疫システムに拡散の秘密を持つニルスを殺害して、ウイルス拡散方法を開発する。ニルス殺害の罪で、後に裁判を受けることになっていたが、シーズン2最終話で大統領から恩赦を受ける。だが自然免疫者グループの生き残りの放った凶弾に倒れる。
シーズン3では既に故人となり登場しないが、配給チケットに写真が掲載されるなど、アメリカではパンデミックを救った人物として知られている。
マイク・スラッタリー (Mike Slattery)
演 - アダム・ボールドウィン、日本語吹替 - 山野井仁
当初は中佐で「ネイサン・ジェームズ」副長であり、チャンドラーの親友でもある。時には対立しながらも、副官としてチャンドラーを補佐し、チャンドラーの不在時には艦の指揮を執る。シカゴ出身で前職は殺人課の刑事だったことから、その経験を生かして捕虜への尋問を行う他、白兵戦の能力も高く、チャンドラーの代わりに陸戦の指揮を執ることもある。行方不明の妻と二人の娘の安否を心配する。
シーズン３で大佐に昇進し「ネイサン・ジェームズ」艦長に就任するが、シーズン序盤のベトナムでの作戦中、外交のため出席したパーティ中にタケハヤ一味に拉致されてしまう。
シーズン4では、サルディーニャ島での上陸活動中に刺されて怪我を負い、鎮痛剤として麻薬ノストスを投与される。チャンドラーとともに優勢なギリシャ海軍を打ち破り、世界の食糧危機を解決する種子を手に入れる。
シーズン5では提督となりアメリカ海軍作戦部長として再建された艦隊を率いる。
最後まで妻子の安否は不明である。
ラッセル・ジーター(Russell "Russ" Jeter)
演 - チャールズ・パーネル、日本語吹替 - 北村謙次
当初は先任曹長 。下士官たちを束ねるベテラン隊員。敬虔なクリスチャンで艦長たちからの信頼も厚いが、無理な追い越しで起こした交通事故により、同乗していた妻と娘達を失った過去を持つ。そのことで妻の両親と長らく疎遠になっていたが、シーズン2最終話にて再会を果たし、お互いの思いを打ち明けて関係を修復する。シーズン4では肺に損傷を負う。シーズン5ではメイポート海軍補給基地勤務の海軍最先任上級兵曹長。士官学校学生から徴用されたスウェインとともに、基地を制圧したグスタボの部下を撃退する。
クインシー・トフェット博士 (Quincy Tophet)
演 - サム・スプルエル、日本語吹替 - さかき孝輔
スコット博士の助手として同行。妻と娘を人質に取られ、密かにルスコフへの協力を余儀なくされる。裏切りが発覚した後、一時艦内で拘束される。暇つぶしのチェスの相手をしていたベーコンの不安をあおって悪い噂を流し、艦のクルーらを疑心暗鬼に陥らせるなど騒動を巻き起こす。家族が救出され再会できたことで改心し、ワクチン研究に尽力する。シーズン2第1話にて、始源株を狙うエイミー・グランダーソン一味の放った銃弾で負傷し、始源株の居場所を知られないよう自ら命を絶つ。
ダニー・グリーン大尉 (Daniel Joshua "Danny" Green)
演 - トラヴィス・ヴァン・ウィンクル、日本語吹替 - 日野聡
Navy SEALs山岳戦部隊隊長。上陸時等の戦闘では、その高い戦闘力から主力を務めるが、部下たちが次々と命を落としていくことに心を痛める。フォスター大尉とは恋愛関係にあり、彼女との間に子供を授かる。シーズン2最終話でのパーティーの最中、フォスターに正式なプロポーズを行い結婚指輪をプレゼントする。シーズン4最終話では上陸活動中に怪我を負う。シーズン5では秘密作戦を行うデルタ・チームの一員。
カーラ・フォスター（後にグリーン） (Kara Foster)
演 - マリッサ・ニートリング、日本語吹替 - 大津愛理
当初は大尉。CICオペレーター。射撃の腕は一流で特級射手に合格している。グリーン大尉とは恋愛関係にあり、シーズン1終盤にて妊娠が発覚した。シーズン2第3話からは、バーカーの戦死により戦術行動士官を代わりに務める。
シーズン3ではダニーと結婚し、1児の母親になっている。夫と離れてホワイトハウスの勤務となり、大統領の次席補佐官としてネイサン・ジェームズと議員らとの橋渡し役やマスコミ対策を務めるなど内政に尽力するが、ミッチェナーが謀殺されてから地域権力者たちの陰謀に巻き込まれていく。チャンドラーの編成した上陸部隊に加わってホワイトハウスを制圧する。
シーズン4では少佐に昇進。当初は基地勤務だったが第一話から負傷して艦を降りることになったキャメロンの後任として再びネイサン・ジェームズで戦術行動士官を務める。
シーズン5では中佐となりネイサン・ジェームズ艦長。敵戦艦との戦闘で艦を失う。
アリーシャ・グランダーソン(Alisha Granderson)
演 - クリスティーナ・エルモア、日本語吹替 - 鹿野真央
当初は中尉、航海士。ブリッジにて操艦の指示を各員へ出す。有力者である母親の意思によりネイサン・ジェームズへ転属を命じられたことが、シーズン1最終話にて判明する。母親が艦に敵対し一時は制圧したことを負い目に感じ、仲間たちから距離を置こうとするが、シーズン2第3話にて大尉に昇進したことで、自らの必要性と仲間たちからの信頼を再確認し、職務に復帰する。シーズン3では拉致されたガーネットの代理として副長を一時的に務めることになる。シーズン5では少佐となりメイポート海軍補給基地に勤務しメイランに仕える。しかしウイルスを基地のコンピューターに感染させた同性の恋人ケイシーに刺されて死ぬ。
ケン・“テックス”・ノーラン (Ken "Tex" Nolan)
演 - ジョン・パイパー＝ファーガソン、日本語吹替 - 安原義人
グアンタナモ基地にいた生存者。PMCの社員で島の収容所の看守だったが、「ネイサン･ジェームズ」に迎えられて艦の一員となる。抜群のユーモアセンスから、堅苦しい軍艦の中でのムードメーカー的存在となる。怪我の治療をしてくれたスコット博士に好意を示す。シーズン2最終話にて、生き残っていた娘キャスリーンと再会する。
シーズン3後半において再登場し、地域権力者ロベルタ・プライスの下で自警団訓練をしていたことが分かる。地域権力者によるクーデター後にカーラと接触し、オリバー大統領の救出を行いチャンドラーらと地域権力者打倒に動く。シーズン3最終話では、チャンドラーの子供たちと交換にショーに拉致されかけたチャンドラーとともにショーのジェット機に乗り込み、救出に成功するも被弾して死亡する。
カールトン・バーク大尉 (Carlton Burk)
演 - ジョッコ・シムズ、日本語吹替 - 長谷川敦央
VBSSチーム長。上陸時の戦闘等では、グリーン大尉とともに主力を務める。シーズン2では、上陸部隊に新たに加わったラビットに対し、好意を抱く。シーズン5では中佐、ネイサン・ジェームズ副長。コロンビア上陸作戦中に戦死。
エリック・ミラー上等水兵 (Eric Miller)
演 - ケビン・ミカエル・マーティン、日本語吹替 - 宮本誉之
VBSSチーム員。実戦経験がないため、当初は過度の緊張からミスすることもあったが、様々な危機を仲間たちと共に乗り越えていく中で、徐々に成長を見せていく。シーズン3で二曹に昇進。シーズン5では兵曹長になりキューバでの戦闘中に両足の膝から下を失う。
ウルフ・テイラー上等兵曹 (Wolf Taylor)
演 - ブレン・フォスター
オーストラリア海軍掃海潜水員支隊員。シーズン2第4話から登場。潜水と爆発物処理を専門としており、コンビを組んだミラーからは「ウルフマン」の愛称で呼ばれる。パンデミック発生時は偶然アメリカに合同訓練で来ていたため、そのままアメリカ国内での治安維持活動に参加する。高い近接格闘能力を持っており、上陸部隊の貴重な戦力となる。シーズン5ではデルタ・チームの一員。コロンビアのグスタボ急襲チームの一員となり、重傷を負う。
レイ・ディアス (Ray Diaz)
演 - アダム・イリゴエン、日本語吹替 - 村瀬歩
シーズン2第9話に登場する高校2年生の少年でセント・アンドリュー湾の港にて少年少女らだけで生活するグループのリーダー。サマーキャンプに参加中にパンデミックにあい、引率者らが逃走して参加者の少年少女ら全員が放置されたため、已む得ず武装して集団生活を行っていた。チャンドラーらに保護され、仲間たちと共に「ネイサン・ジェームズ」に同乗する。シーズン3でも引き続き登場、第1話の時点で海軍に入隊してネイサン・ジェームズの乗組員となり、ミラーの後輩となる。シーズン序盤のベトナムでの作戦中、外交のため出席したパーティ中にタケハヤ一味に拉致されてしまう。シーズン4では「ネイサン・ジェームズ」の操舵手に就任。クルーとなったキャスリーン・ノーランと恋愛関係になる。
サーシャ・クーパー (Sasha Cooper)
演 - ブリジット・リーガン、日本語吹替 - 花村さやか
シーズン3より登場するアメリカ海軍情報部員でチャンドラーの元恋人。アジアにおける連絡部員として活動しており、香港に外交でやってきたチャンドラーと再会する。チャンドラー抹殺を図ろうとするポンの陰謀に巻き込まれ、チャンドラー達と行動を共にすることになる。
狙撃技能など射撃戦の戦闘力に長けているほか、他国語に精通しており、その能力を生かしてチャンドラー達をサポートし、たびたび上陸班に加わる。シーズン5ではデルタ・チームの一員。
キャメロン・バーク大尉 (Cameron Burk)
演 - ラモニカ・ギャレット
シーズン3よりカーラの後任としてネイサン・ジェームズに配属された戦術行動士官でカールトンの兄。シーズン3第2話においてスラッタリーら上級士官が軒並みタケハヤ一味に拉致されてしまい、一時的に艦の指揮を取ることになる。
シーズン4、1話にてオマール一味の自爆テロ攻撃を受け重傷を負い、艦を降りることになる。
ジョセフ・メイラン大佐 (Capt. Joseph Meylan)
演 - エマーソン・ブルックス
シーズン3中盤より登場する、アメリカ合衆国ミサイル駆逐艦「ヘイワード」艦長、中佐。機関科出身。パンデミックをやり過ごした艦長の一人で「ヘイワード」の艤装員長でもあった。東アジアの海域に僚艦である「シャクルトン」と共に展開していた際、ポンの策略で韓国に対してレクチン散布を行おうとする中国海軍を阻止するべく、「ネイサン・ジェームズ」、「シャクルトン」と共に戦闘に参加するも、陸上ミサイル基地からの対艦ミサイル攻撃によって「ヘイワード」は大破、多くの死傷者を出した上、「ヘイワード」は自沈処理となり、生き残った「ネイサン・ジェームズ」に移乗する。
移乗当初はタケハヤ一味と共同戦線を張ってまでポンを排除しようとするチャンドラーと対立。ショーの陰謀に乗せられる形でチャンドラーを逮捕、一時的に「ネイサン・ジェームズ」を指揮下に置き、アメリカに戻ろうとするが指揮を奪回される。
その後、ポンやショーらの陰謀が明らかになるにつれてチャンドラーに協力するようになる。終盤には陸戦も担当する。
シーズン4ではネイサン・ジェームズ副長となっている。柔軟性はありつつも基本的に常識的な意見と指揮を行い、チャンドラーや艦長を補佐するが終盤ではチャンドラーのようなひねった作戦を立案できるようになる。
シーズン5では提督(海軍大将)となりメイポート海軍補給基地の司令官。基地に潜入したグスタボの部下から大統領をかばって死ぬ。
アジマ・キャンディ軍曹 (Azima Kandie)
演 - ジョディ・ターナー＝スミス
シーズン4より登場するケニア海軍所属の女性兵士。祖国を救ったチャンドラーへの恩義で自らネイサン・ジェームズの乗艦を志願する。VBSS隊員としてバーク、グリーン、ウルフ達と共に戦闘に参加する。シーズン5ではデルタ・チームの一員となりウルフと親しくなる。

### 支持者

#### ネイサン・ジェームズ搭乗の軍人
ラヴィット・ビヴァス中尉 (Ravit Bivas)
演 - インバー・ラヴィ
イスラエル国防軍兵士。シーズン2第4話から登場。潜水と情報収集を専門としており、男勝りな性格から上陸部隊に加わり戦闘に参加するほか、色仕掛けで敵から情報を入手する。ウルフと同じ境遇で、しばらく行動を共にしていたことから、彼を兄のように慕う。バークから好意を向けられており、彼女自身も徐々に彼に惹かれていくが、シーズン2第11話のオイルリグ上の戦闘でガス爆発に巻き込まれて致命傷を負い、手当のかいなく戦死する。
ウィル・メイソン少尉 (Will Mason)
演 - クリス・シェフィールド、日本語吹替 - 梶裕貴
通信士。通信室にて世界中から聞こえてくる救助の要請を聞き、その中で長期間にわたり無線の発信を続けているベアトリスの存在に気づく。シーズン2からは、乗員不足のためソナーの担当も兼務する。
シーズン3、1話にてベトナムでの作戦中、外交として参加したパーティ中にタケハヤ一味に拉致された際、銃撃によって致命傷を負い、そのままタケハヤ一味に血液を採取されて死亡する。
“ドック”・リオス上等兵曹 ("Doc" Rios)
演 - マキシミリアン・エルナンデス、日本語吹替 - 田原正治
先任海軍衛生兵。負傷した隊員たちの治療を行う他、スコット博士のサポートも行う。 シーズン5冒頭で艦隊が空襲を受けた際、ガーネット艦長を救護中に戦死。
ジョン・“ゲイター”・メヒア大尉 (John "Gator" Mejia)
演 - マイケル・カラン＝ドルサーノ、日本語吹替 - 臼木健士朗
航海長。グランダーソン中尉と共に、ブリッジにて操艦に必要な情報を瞬時に収集・計算し、的確な指示及び意見具申を出す。シーズン4最終話にて兵学校では射撃がトップクラスだったことが実戦中に判明する。その後、民間人となったが、シーズン5冒頭において軍人として復帰する。
カール・ニシオカ一等兵曹 (Carl Nishioka)
演 - ベン・チョウ、日本語吹替 - 下川涼
CIC掌砲術士、ミサイル士。日系アメリカ人で、各種ミサイルと5インチ砲の火器管制を担当する。シーズン4最終話では陸戦に参加する。
アンドレア・ガーネット(Andrea Garnett)
演 - フェイ・マスターソン、日本語吹替 - 入江純
当初は少佐、機関長。グアンタナモ基地での戦闘にて足を負傷してしまう。怪我からの復帰後は、艦長と副長が不在の際に艦の指揮を執った。
シーズン3では中佐に昇進し「ネイサン・ジェームズ」副長に就任するがシーズン序盤のベトナムでの作戦中、外交のため出席したパーティ中にタケハヤ一味に拉致されてしまう。
シーズン4では艦を降りて別の部署にいるため登場しないが存在は他の乗組員に語られている。
シーズン5では大佐に昇進し、ジェフリー・ミッチェナーの艦長となっている。冒頭で艦隊が空襲を受けて戦死。
バーカー少佐 (Barker)
演 - ジェイミソン・ハーゼ、日本語吹替 - 増元拓也
砲雷長。CICの責任者であり、戦術行動士官として艦長たちに戦術面に関する助言を行う。シーズン2第2話にて戦死する。
アンディー・チャン中尉 (Andy Chung)
演 - アンディー・T・トラン、日本語吹替 - 奥村翔
主任機関士。中国系アメリカ人で、ガーネットの補佐を担当し、彼女が負傷した際は復帰するまでトラブルの対処を一任された。シーズン2第11話においてオイルリグ上でガス爆発に巻き込まれて戦死する。
リン上級上等兵曹 (Lynn)
演 - クリス・マース、日本語吹替 - 河合みのる
発電機や燃料系統担当の機関士。チャンと行動を共にすることが多い。シーズン2第11のオイルリグにおいてラムジー一派に焚き付けられた民間人のロケット砲攻撃により戦死。
ジャビエ・クルーズ二等兵曹 (Javier Cruz)
演 - ネス・バウチスタ
VBSSチーム副長。「ネイサン・ジェームズ」奪還作戦時は、ミラー達と共に拘束されていた仲間を開放するなど、中心的な役割を果たす。
シーズン3にてスラッタリーらの奪還のためにタケハヤ一味と交戦した際に戦死。後に彼の名がついた駆逐艦が建造されるがグランコロンビアの空爆により沈没する。
バーニー・“ベーコン”・カウリー二等兵曹 (Bernie "Bacon" Cowley)
演 - エイメン・イグビノサン、日本語吹替 - 近藤浩徳
海軍調理士。強面の巨漢で、拘束中のクインシーのチェスの相手に選ばれる。以前は陸上勤務で大統領の食事を作った経験もあるが、階級を上げるために艦船での勤務に就く。
オコナー三等兵曹 (O'Connor)
演 - ポール・ジェームズ、日本語吹替 - 菊地達弘
ガスタービンエンジン担当の機関士。ミラーやコセッティの友人。
シーズン3では駆逐艦「シャクルトン」に転属後、更に駆逐艦「ヘイワード」に転属していたが、中国海軍との海戦で乗艦が撃沈され、奇しくも「ネイサン・ジェームズ」に戻ることになる。
シーズン4にて艦外で修理活動を行っていた際、種子を強奪して脱出を図ろうとしていたシンクレアに鉢合わせ、殺害されてしまう。彼の名が付けられた艦が建造されるが、グスタボ一味の空襲時に沈没する。
コセッティ三等兵曹 (Cossetti)
演 - トミー・ザバス、日本語吹替 - 室元気
VBSSチーム員。フランクリンの代わりとして、グリーンの相棒となる。期待に応えようと奮闘するも、シーズン1第8話におけるロシア艦からの脱出の際、敵の銃弾を受けて戦死する。
マヤ・ギブソン三等兵曹 (Maya Gibson)
演 - フェリシア・クーパー、日本語吹替 - 山賀晴代
ワクチンの効力を試す人体実験に志願して参加するが、実験開始から数日後に命を落としてしまう。人類のために命を懸けたことを称えられ、海軍十字章の受章者に推薦される。
フランクリン・E・ベンツ (Francis 'Frank' Benz)
演 - ケヴィン・フィリップス、日本語吹替 - 蜂須賀智隆
グリーン大尉の部下。フランキーの愛称で呼ばれている。彼とは軽口を言い合えるほど親しかったが、イタリア客船での任務中にウイルスに感染してしまい、他の隊員の安全を考えて自殺する。
キャスリーン・ノーラン (Kathleen Nolan)
演 - ジェイド・チノウェス
シーズン2最終話で登場するテックスの娘。
シーズン3後半にも登場し、サブマシンガンを扱って戦闘を行うなど父親譲りの戦闘力を発揮する。
シーズン4では海軍に入隊、ネイサン・ジェームズの航空科、ヘリの射撃手となっている。しかしヘリは墜落させられるも一人脱出し、最終話で陸戦に参加する。レイ・ディアスと恋愛関係になる。

#### 民間人の搭乗者
ベアトリス (Bertrise)
演 - ホープ・オレイデ・ウィルソン、日本語吹替 - 設楽麻美
感染者であふれかえった漁船「オクトパス号」に乗っていたが、自然免疫があったおかげで生き延び、ワクチン製造の大きな助けとなる。その後もスコット博士の助手として艦に残り、彼女の研究の手助けをする。
ケリー・トフェット (Kelly Tophet)
演 - アリス・クルサード、日本語吹替 - 鶏冠井美智子
クインシーの妻。ルスコフに捕まってしまい、娘と共に人質にされてしまう。シーズン1第8話にてチャンドラー達に救出され、娘と共に夫と再会を果たす。その後シーズン2、3話において艦を降り、娘のエバと共にノーフォークに住む。
エバ・トフェット (Ava Tophet)
演 - ジェイド・ペティジョン
クインシーの娘。
ミロウスキー博士 (Dr. Milowsky)
演 - ブルース・ノジック
遺伝子工学とワクチン製造のスペシャリスト。シーズン2第4話から登場。パンデミックにあたってマーシー級病院船「サラス」にて陸地より離れ、医官たちと共にワクチン製造のためのラボを作っていたがラムジー一味の襲撃によってラボを破壊されてしまい、船員らと共に一味に殺害されかけたところをチャンドラー一行に助けられる。その後、自身の知識を生かすために「ネイサン・ジェームズ」に同乗し、スコット博士らと共に空中散布可能なワクチンの製造に協力する。
ヴァレリー・“ヴァル”・レイモンド (Valerie "Val"Raymonde)
演 - タニア・レイモンド
シーズン2第11話より登場する元テュレーン大学の学生。通信工学の天才であり、それをショーン・ラムジーから目をつけられて賛同し、免疫保持者グループの独自通信網「ワルキューレ」の構築を行った。ニューオリンズ沖合のオイルリグにて潜伏しているのを発見され、チャンドラーらに身柄を確保される。当初はチャンドラーらを信用していなかったが、ラムジーらが発信した欺瞞情報によって焚き付けられた民間人らの攻撃で「ネイサン・ジェームズ」のクルーが複数死亡したのを目の当たりにして認識を改め、技術を生かしてチャンドラーらに協力するようになる。
シーズン3ではホワイトハウスの通信関連の要職についており、1話にてチャンドラーの部下として香港に共に赴くが、アメリカに帰還しようとした際にポンの陰謀で乗り込んでいた輸送機ごと爆破されて死亡する。
ジェシー (Jesse)
演 - ディーチェン・ラックマン
シーズン3に登場。国境なき医師団のヘリパイロットでパンデミック時にサーシャと協力者の関係だった。サーシャの要請で中国からチャンドラーたちを脱出させるべく中国軍から盗んだヘリコプターを用いて「ネイサン・ジェームズ」まで彼らを送り届ける。
当初はすぐに発つ予定であったが、タケハヤ一味の攻撃で「ネイサン・ジェームズ」の艦載ヘリとパイロットが失われたため、チャンドラーらに説得されとどまることにする。東南アジア海域における「ネイサン・ジェームズ」の艦載ヘリコプター要員として活躍し、「ネイサン・ジェームズ」がアメリカに帰国する際に帰る。
ジェイコブ・バーンズ (Jacob Barnes)
演 - デヴォン・ガマーサル
シーズン3に登場するTV局の記者。当初はミッチェナー政権の政策を批判する報道を続けており、弁護士を装って、服役中の免疫保持者グループメンバーに接触、ミッチェナーのタラハシーでの行いを報道するなどカーラから反感を買う。しかし、地域権力者たちの陰謀を知り、自身も暗殺されかけたことからカーラ達に協力することを決める。オリバー大統領が操り人形にされていることを知るとカーラ、テックスと共にオリバー救出を行うが、ショーの部下に捕まり殺害されてしまう。

#### その他の搭乗者
ハルゼー (Halsey)
ジャーマン・シェパードと思われる軍用犬。グリーン大尉と行動を共にする。

#### アメリカ政府
ジェフリー・“ジェフ”・ミッチェナー (Jeffrey "Jeff" Michener)
演 - マーク・モーゼス、日本語吹替 - さかき孝輔
アメリカ合衆国大統領。シーズン2第6話から登場。自然免疫保持者で、パンデミックが起きるまではアメリカ合衆国住宅都市開発長官だったが、大統領と自分より上の上級閣僚たちが死亡したことから、大統領の権限を継承する。当初はラムジーの率いる免疫保持者のグループに属して協力していたが、チャンドラーらに発見され身柄を確保される。当初はチャンドラーらに非協力的かつ情緒不安定で、ショーンらの活動を盲信し、自殺未遂まで起こしてしまう。アメリカ本土でウイルスが発生した際に大統領の命でフロリダ州のタラハシーで隔離施設を建築する計画に携わっていたが、ルールに違反して感染者が出ていたミシガン州デトロイトから息子を呼び寄せたために、フロリダにおけるパンデミック誘発の原因を作っていたことが、チャンドラーによる書類調査で明らかになる。さらにウイルスに感染した自分の娘を自らの手で殺害したことを告白する。自分のせいで家族や大勢の人を死なせたことに心を痛めており、そこに付け込んだラムジーらに利用されたことを自覚する。償いとしてアメリカ再建の決意を固めチャンドラーらと共に立ち上がる。シーズン2最終話にてセントルイスを新しいアメリカの政治拠点とすることを決め、正式な大統領宣誓を行う。
シーズン3では配給制度を用いるなどして国を治めつつ、チャンドラー達と協力して外交も行うが、東南アジアでの作戦におけるスラッタリー一行拉致に対するバッシングや地域権力者たちの突き上げ、更にはパンデミック時のタラハシーの一件がマスコミに漏洩して窮地に立たされる。それでも大統領としての威厳を持ち、チャンドラー達がスラッタリー一行の奪回を成功させると信じて国政に従事するが、シーズン3中盤に地域権力者たちの陰謀で自殺に見せかけて殺害されてしまう。
シーズン5において彼の名前が付けられた強襲揚陸艦 (LHD) にガーネットが艦長として就役していたが、グスタボ一味による空襲時に艦長は戦死し、艦は損傷を負う。その後艦はシーズン最終話に上陸作戦に参加する。
ハワード・オリバー (Howard Oliver)
演 - ジョン・コスラン・Jr
シーズン3に登場する、ミッチェナーの後任となったアメリカ合衆国大統領。就任直後に本性を表したショーによって家族を人質に操り人形にされ、今までミッチェナーが行ってきた優良な政策の破棄やチャンドラーへの逮捕指令を無理やり出すことになる。
合衆国政府閉鎖の宣言をさせられかけた所をカーラ達に救出、保護され、後にチャンドラー達と合流。地域権力者たちと対抗する。
ジョシュア・リース (Joshua Reiss)
演 - スティーブン・カルプ
シーズン5に登場するアメリカ合衆国大統領。
アレックス・リベロ (Alex River)
演 - ネスター・セラーノ
シーズン3に登場するアメリカ合衆国外務長官。ショーと地域権力者たちの陰謀を察知し反発。その中の一人であるビーティと接触を図った結果暗殺されてしまう。

#### その他の支持者
ダリアン・チャンドラー (Darien Chandler)
演 - トレイシー・ミッデンドルフ、日本語吹替 - 御沓優子
チャンドラー艦長の妻。二人の子供たちと夫の帰還を信じて待つが、感染者の遺体に触れて感染し死亡する。
アシュリー・チャンドラー (Ashley Chandler)
演 - グレイス・カウフマン、日本語吹替 - 青山吉能
チャンドラー艦長の娘。軍をやめようと考えるチャンドラーに対し、母はそれを許さないだろうとの考えを伝える。シーズン4では父とともにギリシャに住む。シーズン5では父と別居。
サム・チャンドラー (Sam Chandler)
演 - エイダン・サスマン、日本語吹替 - まつだ志緒理
チャンドラー艦長の息子。シーズン4では父とともにギリシャに住む。シーズン5では父と別居。
ジェッド・チャンドラー (Jed Chandler)
演 - ビル・スミトロヴィッチ、日本語吹替 - 樋浦勉
チャンドラー艦長の父親。元アメリカ陸軍で、息子が帰ってくることを信じながら無線で通信を続け、ダリアンと子供たちを守るが、ダリアンを経由してウイルスに感染してしまう。ワクチン接種で子供たちと共に死を免れ、妻の死に悲しみ軍をやめようとする息子に対し、妻が死んだ責任は自分にあると語り、軍に留まるよう諭す。
シーズン3において地域権力者たちの陰謀に巻き込まれたカーラの母親と息子を預かり、サム、アシュリーら子供たちと共に身を隠すがカーラの母親たちと別行動をとった際に発見され、サム、アシュリーを拉致された挙句に殺害されてしまう。
トールバルト (Thorwald)
演 - タイタス・ウェリヴァー
シーズン2に登場する。ボルティモアでグランダーソンに抵抗し、地下に街を作りレジスタンスを率いる男。以前はボルチモア市警に所属していた。チャンドラーと同盟を組む。
チャンドラー達と共にオリンピアを急襲するが戦闘中に被弾し、戦死する。
ヒックス大佐 (Capt. Hicks)
演 - ブラントン・ボックス
シーズン3に登場するアメリカ合衆国ミサイル駆逐艦「シャクルトン」艦長。
東アジアの海域に僚艦である「ヘイワード」と共に展開していた際、ポンの策略で韓国に対してレクチン散布を行おうとする中国海軍を阻止するべく、「ネイサン・ジェームズ」、「ヘイワード」と共に戦闘に参加するも陸上ミサイル基地からの対艦ミサイル攻撃によって撃沈され、戦死。
クレイトン・スウェイン
演 - トロイ・ドハティ、日本語吹替 - 清水優譲
シーズン5に登場するチャンドラーが教鞭をとる士官学校学生で、臨時に少尉として採用されハッキングによる破壊活動に対処する。

#### キンケイド大将
シーズン5に登場する陸軍大将。メイポート海軍補給基地の司令部にて統合参謀本部の一人として登場。司令部襲撃時に戦死する。
(記章から陸軍参謀総長と思われる)

### 敵対者

#### ロシア艦隊 (シーズン1)
コンスタンチン・ニコラジェウィッチ・ルスコフ中将 (Konstantin Nikolajewitsch Ruskov)
演 - ラヴィル・イシヤノフ、日本語吹替 - 辻親八
元ロシア海軍北洋艦隊司令官。キーロフ級原子力巡洋艦「ヴェルニ」の提督として艦を率いる。シーズン1における主要な敵対勢力。「ネイサン･ジェームズ」からウイルスの始原株とスコット博士を奪い、その利権を独占しようと企む。障害になっていた陸地の基地へ核攻撃を仕掛けたり、相手への見せしめのために部下を射殺するなど冷酷で残忍。フランスに核ミサイルを発射し消滅させた。シーズン1第8話にて、漂流していたチャンドラーとテックスを手中におさめ、彼らを人質にスコット博士と始原株を入手しようとするが、奪回作戦を敢行したグリーン達に潜入され、爆破工作により「ヴェル二」ごと海の藻屑となる。
ニルス・ソレンセン (Niels Sørensen)
演 - エボン・モス＝バクラック、日本語吹替 - 中野裕斗
ウイルス学者。本作におけるパンデミックの元凶。ワクチン開発のために自分で作った新型ウイルスの抗体を自らに撃ち込んだことで、ウイルスを体に宿し共生する体を手に入れるが、同時に自分がウイルスの感染源となってしまう。さらに、その状態で世界中を渡り歩くことで、各国に彼の吐く息から出るウイルスが広まっていき、これが世界的大流行の原因となる。シーズン1では、ワクチン開発には自分が必要と信じ込ませたルスコフの元に居り、「ヴェル二」沈没の際に死亡したと思われていたが、実は脱出して生き延びる。シーズン2では、脱出後にアメリカに漂着し、そこで免疫者グループに出会ったことで彼らに協力。培養したウイルスを熊の人形に仕込んで非感染者たちが住む地区にばら撒き、免疫者グループの選別を行おうとする。テックス達に捕まって捕虜となり、ワクチン散布方法の確立に協力させられるが、結果的に50億人近い人間を殺害したにもかかわらず、反省の色を見せず、肝心の抗体の構造をはっきりと喋ろうとせずにひょうひょうとごまかすような態度を取りレイチェルの逆鱗に触れる。レイチェルの軟化した(ように見せかけた)態度に抗体の構造のことを喋った結果、最後はレイチェルによって作られた抗体を体内に注入され、ウイルスによる拒絶反応を起こし、死亡。その肺組織より開発された新型ワクチンによって呼吸や唾液などを介して感染者を治癒しかつ免疫を与えることができるようになる。

#### ボルティモア (シーズン2)
エイミー・グランダーソン (Amy Granderson)
演 - アルフレ・ウッダード、日本語吹替 - 伊沢磨紀
防衛政策協議会副議長。グランダーソン中尉の母親であり、彼女をウイルスから逃れさせるため、自分の権限を使って「ネイサン・ジェームズ」に転属させた。シーズン1終盤からシーズン2序盤にかけての主要な敵対勢力。救済活動を行っているようにみえたが、実は優秀な者だけ命を助け、後は全て切り捨てようとする危険な思想の持ち主で、偽りの治療薬や警察などを使って感染した人々を次々と殺害する。その遺体は拠点の電力の維持のために火力発電の燃料とする、さらに感染者から住居を奪い仲間に与えるなど、非道な手法によりレジスタンスに命を狙われる。部下を使ってボルチモアに寄港した「ネイサン・ジェームズ」を制圧し、レイチェルを手中におさめる。更に始原株を入手してワクチン製造を行い、自分たちの目にかなう優秀な人間だけの世界を築き、強大な権力を入手しようとする。結局、始原株の入手は「ネイサン・ジェームズ」のクルーの活躍によって阻止され、テックスやレジスタンスと手を組んだチャンドラーらの反撃によって追い詰められて降伏。最後は感染者たちに投与させていた毒薬を自らに使い自殺する。
ハマダ博士 (Dr.Hamada)
演 - マーカス・チョイ
シーズン2で登場するグランダーソン議員の下で働く主任科学者。始原株を探して「ネイサン・ジェームズ」に乗り込むも発見できず、代わりに抗体を遺伝で受け継いでいるフォスター大尉の胎児の遺伝子からワクチンを作るため、彼女を連行する。しかし、不意を突かれて彼女に胸に注射器を刺されて死亡する。

#### 免疫保持者グループ (シーズン2)
ショーン・ラムジー (Sean Ramsey)
演 - ブライアン・F・オバーン、日本語吹替 - 河合みのる
元イギリス海軍アスチュート級原子力潜水艦「アキレス」の操舵手。シーズン2第4話から登場する、シーズン2における主要な敵対勢力。自然免疫の保持者であったことから、艦内でウイルスが広がる中、同じく免疫の保持者だった弟と共に生き延び、自分たち二人以外の乗員がすべて死亡したため艦を掌握、艦長になる。自分たちが神から選ばれしものだと考えるようになり、同じ自然免疫者たちを率いて、自分たちによる新しい世界秩序を築こうとする。ヨーロッパ各地で傭兵のリクルートを行って艦乗員や陸戦部隊を集め、独自の通信網「ワルキューレ」を利用して北米の免疫保持者たちを焚き付けて賛同者を募り、勢力を拡大する。免疫者の立場を弱めることになるワクチンの存在とそれの関係者を敵視。ワクチン製造拠点を潜水艦のミサイルや陸戦部隊によって攻撃し施設の破壊や関係者の殺害を行う。ニルスよりワクチン製造の主要の存在になっていた「ネイサン・ジェームズ」の存在を知って付け狙い、それと同時に同じ免疫保持者であり、ショーンの信者となっていた大統領のミッチェナーを利用して北米を牛耳ろうとする。しかし、チャンドラーらがミッチェナーを奪取し改心させたため、報復に欺瞞情報を流して免疫保持者たちの協力を取り付けながら「ネイサン・ジェームズ」撃沈に動く。劇中「ネイサン・ジェームズ」と幾度となく戦火を交え、最後は相打ちに近い形でお互い乗艦が損傷。とどめを刺そうとしたところに「ネイサン・ジェームズ」を攻撃するために用意していた陸上の地対艦ミサイル発射機をスラッタリーらに奪取され、その砲撃によって乗艦ごと海に沈む。
ネッド・ラムジー (Ned Ramsey)
演 - ニック・コート、日本語吹替 - 広瀬淳
元イギリス海軍兵士。シーズン2第4話から登場。ショーンの弟で、兄と違って短期で切れやすく、粗暴な性格であるため反発することが多い。その上、兄に黙って勝手に「アキレス」に指示を送るなど、勝手な行動を行いがちであり、ショーンと比べて仲間からの信頼は低い。病院船「サラス」ではチャンドラーらと直接銃撃戦を演じる。ショーンと共に「ネイサン・ジェームズ」撃沈に動くが最後は乗艦ごと海に沈められる。
ケヴィン・マクダウェル (Kevin McDowell)
演 - パトリック・ブレナン
北米における免疫保持者グループの主要人物。シーズン2第4話から登場する。ショーンに賛同し、北米西海岸における免疫保持者グループのリーダー格として勢力拡大の活動を行う。ニルスをショーンに接触させ、ミッチェナーを免疫保持者グループに取り入れた張本人でもある。ショーンが「ネイサン・ジェームズ」に敗れて死亡した後、ミッチェナーらの説得を受けても活動を辞めず、シーズン2最終話でメンフィスにおいて「ネイサン・ジェームズ」一行がワクチンの配布を行おうとしているのを察知し、海軍の兵士を装って集まった民間人の中に捕縛した感染者を放ってパニックを引き起こすことでワクチン配布の阻止をたくらむが、グリーンら陸戦部隊によって失敗、逮捕される。
カーティス (Curtis)
演 - トラヴィス・ハマー
免疫保持者グループの一人。シーズン2第4話から登場する。マクダウェルの側近のような扱いであり、行動を共にしていることが多い。シーズン2最終話にてメンフィスにおける「ネイサン・ジェームズ」のワクチン配布をマクダウェルらと共に妨害しようとするがグリーンらによって阻止される。その際に逃亡し、最後にレイチェルを暗殺して逃走する。
シーズン3ではレイチェル殺害の罪で逮捕され刑務所で服役していたが、接触を図ってきたバーンズにミッチェナーの過去の詳細を話す。
イアン (Ian)
演 - マーク・ライノ・スミス、日本語吹替 - 河合みのる
ショーンの部下の一人。ショーンが集めた「アキレス」の新しい乗組員の中でショーン、ネッドの次の地位にあたるらしく、2人が艦を離れて上陸している際は「アキレス」の指揮をとる。陸戦も担当しており、病院船「サラス」の船上でチャンドラーらと銃撃戦を行った一人でもある。「ネイサン・ジェームズ」と「アキレス」との決戦の際は陸に上がり、対艦ミサイル発射機を用意して「ネイサン・ジェームズ」へ攻撃を仕掛けようとするが、大統領らの避難のために陸に上がっていたスラッタリーらに察知されて戦闘になり、最後はスラッタリーと格闘戦を演じた挙句、刺殺される。
マックス (Max)
演 - スコット・アンダーソン
ショーンの部下の一人。「アキレス」の水雷長を務める。ショーンが集めたアキレスの新しい乗組員の中で唯一のベテラン潜水艦乗員。

#### 中国 (シーズン3)
ポン・ウー (Peng Wu)
演 - フェルナンド・チェン
シーズン3で登場する中国国家主席。アジアにおける優位性を持とうと様々な横暴な行為を働く。レクチンを体内に入れた人間がウイルスに感染するとワクチンが効かなくなるという効能を発見し、日本等周辺国にレクチンを封入したミサイルによる攻撃を行い、周辺国の国民を虐殺。それらの妨害を行おうとするチャンドラー達に対して敵意を持ち、国家安全部特殊部隊や稼働可能な4隻の昆明級駆逐艦で構成された艦隊などを「ネイサン・ジェームズ」に嗾ける。アリソン・ショーと内通し、アメリカ艦の位置をつかんで戦闘を有利とする。
日本の東京に部隊を率いて上陸し、国立博物館において文化遺産の破壊行為を働いていた所を「ネイサン・ジェームズ」やタケハヤ一味によって強襲され、最後はタケハヤに美術品の日本刀で刺殺される。
ラウ・フー (Lau Hu)
演 - ステファン・オイヤング
シーズン3で登場する中国国家安全部部長。ポンの右腕的存在であり、国家安全部特殊部隊を率いてチャンドラー一行と戦闘を行う。自身もウルフと対等の格闘戦を演じる等高い近接戦闘能力をもつ。ウルフと二度目の戦闘で再度拳を交え、敗北し死亡する。

#### 海賊 (シーズン3)
タケハヤ
演 - 真田広之、日本語吹替 - 真田広之
シーズン3で登場する東南アジアの海域における最大勢力の海賊の頭領。元海上自衛隊護衛艦の艦長、一等海佐。タケハヤとは『古事記』の建速須佐之男命(たけはやすさのおのみこと)より取られており、本名は海人(苗字は不明)。
海上自衛隊在籍時にパンデミックに遭遇し、ワクチン配布の指揮を取っていたがポンが散布させたレクチンによって日本の生存者を殆ど失う。それをアメリカの仕業とみなし、復讐を行うべく、海賊となって東南アジア諸国で仲間を集める。
ベトナムにおいてスラッタリーら「ネイサン・ジェームズ」の上級士官らを拉致。救出のためにやってきた「ネイサン･ジェームズ」を自身の設置した機雷原や用意した魚雷によって攻撃撃沈しようとする。
治癒した人間の血液を輸血することでウイルスの働きを抑制できるということを発見しており、自分たちの血液バンクとして拉致したスラッタリーらを生かし、血液を強制して採取し続ける。
救出にきたチャンドラー達「ネイサン・ジェームズ」によって機雷原を突破されて急襲を受け、妻もろとも逮捕される。
その後、チャンドラー達の説得によってレクチン配布がアメリカの仕業ではなかったことを知り、チャンドラー達に協力してポン打倒を目指す。
東京で文化遺産の破壊行為を行っていたポンらをチャンドラー達と急襲し、ポンを殺害して復讐を果たす。輸血による抑制効果が薄れてきていることを自覚していたため、日本に残って家族と余生を過ごす決断をする。
キョウコ
演 - 藤谷文子、日本語吹替 - 藤谷文子
シーズン3で登場するタケハヤの妻。臨月でマラリアに感染、危険な状態になるが拉致されていたリオスの手によって一命をとりとめる。タケハヤと共に「ネイサン・ジェームズ」一行に逮捕されるが艦内で無事出産する。夫と同様に抑制効果は薄れ、日本で余生を過ごす。

#### アメリカ地域権力者 (シーズン3)
アリソン・ショー (Allison Shaw)
演 - エリザベス・ローム
シーズン3で登場するアメリカ合衆国大統領首席補佐官。ミッチェナーとは元恋人であることが示唆されている。カーラたちとも良好な関係を築く。
だが実は裏でアメリカの地域権力者や中国国家主席であるポンとつながっており、ミッチェナーとチャンドラー一行を排除して自身の思い描くアメリカを作ろうと企む。
ポンに対してはホワイトハウスより暗号を利用して「ネイサン・ジェームズ」一行の位置座標を送ることで排除を依頼。国内ではマスコミに情報を流してミッチェナーをバッシングさせて下地を作ったのちに、自殺に見せかけてミッチェナーを殺害させる。
ミッチェナーが死亡したのちに本性を表し、後任となったオリバー大統領の家族を人質に操り人形とし、自身に有利な政策を出させると同時にチャンドラーの逮捕指令を出させて排除をもくろむ。
カーラ達によってオリバーが救出されるとミッチェナー殺害の罪をオリバーに擦り付けると同時に合衆国政府を閉鎖する宣言を出し、陸海空軍海兵隊の上層部要人を全員暗殺したのちに地域権力者たちと共謀。権力者たちの仲介人として活動し、地域権力者が分割支配するアメリカを作ろうとする。
チャンドラー率いる「ネイサン・ジェームズ」が帰国するとミサイルやドローン攻撃機を用いて排除しようとするが「ネイサン・ジェームズ」陸戦部隊によってホワイトハウスを制圧されて攻撃は失敗。権力者たちは全員排除もしくは逮捕される。
部下にチャンドラーの子供たちを拉致させ、交換することでチャンドラーを捕縛、抹殺しようとするがテックスらによって阻止され、最後は父ジェッドやテックスを殺害されて激昂したチャンドラーによって射殺される。
ロベルタ・プライス (Roberta Price)　
演 - ルーシー・バトラー
アルバート・ウィルソン (Albert Wilson)　
演 - ドゥーガルド・パーク
ランダル・クロフト (Randall Croft)　
演 - エディ・ドリスコル
マニュエル・カステーヨ (Manuel Castillo)　
演 - アル・コロネル
ウィリアム・ビーティ (William Beatty)
演 - リチャード・グリーン
シーズン3で登場するパンデミックで生き残ったアメリカ地方の権力者たち。それぞれ地方議員や大企業社長など元の職種は異なっており、クロフトはアメリカ北東部、プライスは南東から南部中央部、ウィルソンは中央北部、カスティーヨは南西部、ビーティは北西部を受け持っている。
ショーの考えに賛同し、アメリカ合衆国政府を閉鎖させて各地域の支配者になるべく共謀する。政府閉鎖宣言の前に、ビーティはリベロと接触した結果ショーの部下に暗殺される。
政府閉鎖後はそれぞれの地域の軍を傘下に収めて各区域を支配。地元の国民を労働力としか見ておらず、食料を徴用して労働の対価とするなど国民を奴隷化し、カスティーヨに至っては地元の人間を他の区域に労働力として『輸出』する。
ビーティが死亡した際には彼の支配地域をだれが担当するかでもめるなどそれぞれの仲は非常に険悪。
オリバー大統領を保護したチャンドラー一行によって、カステーヨが捕縛され、その情報をもとにクロフト、ウィルソンも逮捕。プライスはショーにより邪魔者として殺害される。

#### イギリスMI6 (シーズン4)
ジェームズ・フレッチャー
演 - ジョナサン・ハワード
シーズン4で登場する。MI6メンバーにしてイギリス海軍中佐。疫病解決のためにイギリス政府の命をおびてネイサン・ジェームズに協力者として乗務。クルーたちと協力して疫病に耐性のある種子を入手する。しかし、イギリス政府がヴェレクと密約を交わして協力を決めたため、密命をおびて回収した種子を強奪し、ネイサン・ジェームズ一行から離反。だが全人類から攻撃性を除去しようというヴェレク博士の真の意図に気づいてネイサン・ジェームズに連絡し、ジョルジオに殺される。サーシャ・クーパーの元恋人。
ハリー・シンクレア
演 - ジョージ・ジョージャウ
シーズン4で登場する。MI6メンバーにしてイギリス海軍大佐。難民を装ってネイサン・ジェームズに入り込む。政府の密命で、ジェームズ・フレッチャーと協力して乗員を殺し、疫病に耐性のある種子を盗むが、チャンドラーに殺される。

#### ギリシャ (シーズン4)
ポール・アントニー・ヴェレク博士
演 - ピーター・ウェラー
シーズン4で登場する天才生物学者。危険な研究によって起訴され、アメリカからギリシャに逃亡していた。疫病に耐性のある食用植物を作り出し、人間の攻撃性を除去して従順にする麻薬ノストスの成分を仕込んで世界中に広め、人類を変貌させようとする。自身もノストス中毒であり、死んだ長男クリストスの幻を見ながら研究をしている。計画を考えた理由も溺愛していた息子が暴漢に殺され、暴力を憎んだためである。ネイサン・ジェームズ上陸班によって食用植物は焼却され、ラボの置かれたフリゲート艦トリトンが制圧された後に海に身を投げ命を自ら断つ。
クリストス・ヴェレク
演 - ドリュー・ロイ
シーズン4で登場するヴェレク博士の次男で生物学者。父ヴェレク博士と共に植物の研究を行う。父からは絶大な信用を得ており非常に親しい親子仲を見せる。兄のジョルジオに対しては見下すような態度を幾度も取っている。実は疫病発生前に暴漢に殺されており、作中登場しているのはヴェレク博士の幻覚である。ジョルジオに対する態度が悪い理由も博士のジョルジオに対する信用のなさが反映されている結果である。
ジョルジオ・ヴェレク
演 - ジャクソン・ラスボーン
シーズン4で登場するヴェレク博士の長男でギリシャのギャング組織の指導者。地中海のギリシャ近海における漁業を牛耳り、漁師たちから上前をはねる等横暴な行為を働く。粗暴且つ短絡的な性格で父ヴェレク博士からは徹底的に無能の烙印を押されており全く信用されておらず、ことあるごとに罵られながらも父に認めてほしい一心で計画に協力する。ネイサン・ジャームズとの決戦では姉のルチアと共にフリゲート艦「プロテウス」に搭乗していたがネイサン・ジェームズのミサイル攻撃を受けた際に破片を受け、死亡する。
ルチア・ヴェレク
演 - シビラ・ディーン
シーズン4より登場するヴェレク博士の長女でジョルジオの姉。ジョルジオと比べて理性的でギリシャ海軍やテロリストらとの交渉を受け持ち、ジョルジオと違いヴェレクからも信用を置かれている。ジョルジオによって連れてこられたチャンドラーに惹かれ、一夜を共にするがチャンドラーが正体を明かして自分たちを裏切ったことから彼に復讐心を燃やす。ネイサン・ジェームズとの決戦ではジョルジオと共にフリゲート艦「プロテウス」に搭乗していたが敗北。フリゲート艦「トリトン」に移乗後に種子奪回のために乗り込んできたチャンドラーを撃ち負傷させるが直後にサーシャに射殺される。
スタヴロス・ディオメデス
シーズン4で登場するギリシャ海軍の中佐。ヴェレク家の協力者であり、イドラ級フリゲート「プロテウス」の艦長。のちに提督となりネイサン・ジェームズに対して僚艦である「ネレウス」、「デメテル」と共に戦闘を挑むも返り討ちにあい、自身も艦を失う。その後、フリゲート艦「トリトン」に移乗し、戦闘指揮を行うが指揮中にネイサン・ジェームズに小火器での接近戦を挑まれ、自身も機関砲で応射するもカーラが操作する機関砲の銃撃で戦死する。
ディミトリウス
演 - コスタス・マンディロア
シーズン4で登場するギリシャ海軍の提督でヴェレク家の協力者。ヴェレク博士にノストスの実験台にされ、食事に仕込まれたノストスにより従順にさせられてしまう。ヴェレクの真の目的を知ったフレッチャーの策略で毒薬を飲まされて殺害される。

#### コロンビア (シーズン5)
グスタボ・バロス
演 - モーリス・コンプト
シーズン5で登場する、アメリカを憎み大コロンビアを目指して周辺国を併合する指導者。妻のタロット占いを信じ部下や国民を虐殺する。シリーズ最終話に投降せず射殺される。
コンチータ・バロス
演 - Cindy Luna
シーズン5で登場する、グスタボの妻
ヘクター・マルチネス
演 - Rigo Sanchez
シーズン5で登場する、グスタボの右腕
ケルシー
演 - ケイトリン・ジェラード
シーズン5で登場する、アリーシャ・グランダーソンの同性の恋人のアメリカ人。実はグスタボの部下オクタビオの恋人でアメリカ軍基地の破壊活動を行うが、オクタビオの盾にされ死亡する。
オクタビオ・デラパス
演 - Jose Pablo Cantillo
シーズン5で登場する、グスタボの部下でアメリカ軍基地の破壊活動を行う。反撃を受け、大統領を射殺しようとしたが、メイラン大佐が大統領をかばい失敗する。メイラン大佐を銃撃したところでスラッタリーに射殺される。

#### その他の敵対者
エミール
シーズン1で登場する。グアンタナモ基地に収監されていたアルカイダたちのリーダー。仕掛け爆弾とアメリカ人殺しを趣味としており、基地へ補給にやってきた「ネイサン・ジェームズ」一行を襲撃する。食料の交渉を行っていた隙に「ネイサン･ジェームズ」の砲撃とチャンドラーらの銃撃によって死亡する。
エル・トロ (El Toro)
演 - ホセ・ズニーガ、日本語吹替 - 魚建
シーズン1で登場する。元麻薬王であり、逃亡してきた先にあったニカラグアのジャングルの集落を武力により支配する。非人道的な独裁者で、住民たちを安全を守る代わりに奴隷のように扱い、村長の娘に夜伽を強要し拒否すれば感染者がいる地域に放逐するなど非道な行いを繰り返す。ウイルスの実験のために猿の捕獲にやってきたチャンドラー一行を一時的に捕縛。装備一式を奪って開放するが、非道な行いを見過ごせなかったチャンドラーらによって襲撃を受け部下を壊滅させられる。降伏し、「ネイサン・ジェームズ」の庇護下になって安全を得ようとするが、怒る村長によって直後に刺殺される。
ウィット大佐 (Colonel Witt)
演 - パトリック・エスプリ
シーズン2で登場する。ショーに仕える陸軍大佐。「ネイサン・ジェームズ」を無人攻撃機のミサイルで攻撃し、ショーの逃亡を幇助するが、最後には降伏する。
オマール
演 - アンソニー・アズィズィ
シーズン4で登場するアルジェリアのテロリスト。種子バンクから疫病に耐性のある種子を盗む。バークがジョルジオ邸に仕掛けた爆薬で爆殺される。

## 登場する艦艇

作中で主人公たちが搭乗している『ネイサン・ジェームズ』のモデルとなった、アーレイ・バーク級ミサイル駆逐艦のハルゼー。

### DDG-151 ネイサン・ジェームズ
本作において、主人公たちが乗艦している架空の駆逐艦である。所属はアメリカ海軍で、艦名は第二次世界大戦のレイテ沖海戦で活躍し、殊勲十字章を授与されたという設定の架空の軍人から取られたものとされている。 
テレビドラマ版でモデルとなり撮影で使われたアーレイ・バーク級ミサイル駆逐艦は、1988年に建造開始されたやや旧型のイージス艦であるが、2022年現在でも改修を重ね、様々な任務に就いて活躍している。
200名を超える乗員を収容することが可能。その他の艦の設定は、小説版とテレビドラマ版で大きく異なる。

## 主題歌
エンディングテーマ「パンデミックサドンデス」（第1話 - 第56話）
作詞・作曲 - 田淵智也 / 編曲・歌 - UNISON SQUARE GARDEN